# Eophrixus brevicauda
Eophrixus brevicauda är en kräftdjursart som först beskrevs av Goverdhan Lal Chopra 1923.  Eophrixus brevicauda ingår i släktet Eophrixus och familjen Bopyridae. Inga underarter finns listade i Catalogue of Life.